# HackShield
HackShield — набор инструментов для борьбы с читерскими root тулкитами Разработанный для MMO игр. Он применяется в таких играх как: Ragnarok Online, Combat Arms, Dragonica, MapleStory, Mabinogi, War Rock, Kal Online, Shot Online, Ace Online, Dragon Nest и ArcheAge. Hackshield разрабатывается корейской компанией AhnLab Inc. Данный тулкит стал доступен для Корейских разработчиков игр с 2001, а для Американских разработчиков — с 2005.

## Предназначение
HackShield используется как защитное решение для онлайн игр. Тулкит может помочь разработчикам остановить игроков использующих хаки, которые могут повлиять на геймплей. Он так же помогает идентифицировать игроков у которых есть технические проблемы с игрой или нарушения игровых правил, с помощью отправки уникальных данных разработчику или игровому оператору.

## Особенности
AhnLab HackShield для Онлайн игр имеет такие механизмы защиты как шифрование исполняемых файлов, движок для оптимизации памяти (который ищет в памяти варианты неизвестных утилит для хака), а также сервис цифровых подписей. HackShield устанавливает скрытый драйвер устройства и когда игра используется HackShield так же запускается вместе с игрой. Позже в таких операционных системах как Windows 7, он блокирует использование режима совместимости и другие свойства как часть обнаружения утилит для хака.